# Ауди олроуд куатро
„Ауди олроуд куатро“ (Audi allroad quattro) е търговското наименование, под което германската автомобилна компания „Ауди“ продава комби вариантите с повишена проходимост на моделите „Ауди A6“ (от 1999) и „Ауди A4“ (от 2009).
Вариантите „олроуд куатро“ имат по-високо шаси, серийно „куатро“ задвижване, гуми за всякакъв терен и по-широки калници. Серийните електронно управлявани въздушни ресори adaptive air suspension допълнително разширяват способностите на ходовата част. Управляващият пулт настройва точните характеристики на адаптивните амортисьори, като взима предвид характеристиките на пътя и скоростта на движение. Благодариние на въздушнато окачване шасито може да бъде спуснато или повдигнато, в зависимост от това, къде се кара колата – по нормален път или офроуд. Това става или автоматично или чрез натискане на съответния бутон.
- „Ауди A4“ 2009 – 2015 (B8)
- „Ауди A4“ 2016 – (B9)

- „Ауди A6“ 1999 – 2005 (C5)
- „Ауди A6“ 2006 – 2011 (C6)
- „Ауди A6“ 2012 – 2018 (C7)
- „Ауди A6“ 2019 – (C8)